# Malick Pathé Sow
Malick Pathé Sow (Ndioum, 1959) is een Senegalese zanger, gitarist en bespeler van de hoddu (West-Afrikaanse banjo) en de fulani-viool. Hij is een van de belangrijkste vertegenwoordigers van de muziek van het Fulbe-volk.

## Biografie
Sow stamt uit de kaste van West-Afrikaanse griots die traditioneel musici en andere artiesten voortbrengt. Hij speelt al sinds zijn jonge jaren muziek. Samen met Baaba Maal formeerde hij in 1978 de band Yellitaire die van naam wijzigde in Dande Lenöl en de vaste begeleidingsband werd van Maal tijdens diens optredens. Ook had Sow een belangrijk aandeel in het album Baayo (1991) van Maal.
Sinds 1995 woont hij in Brussel. Hier formeerde hij zijn eigen band Welnéré waarin zowel Europese als Afrikaanse artiesten deelhebben. In het werk van Sow met Welnéré is een breed scala aan muziekstijlen te horen, variërend van rumba en funk tot reggae en lokale West-Afrikaanse klanken.
In 2012 bracht hij met Bao Sissoko de dubbel-cd Aduna uit, die in een recensie van The Guardian werd beschreven als de finest African exile album of the year.

## Discografie
- 1998: Danniyanke
- 2001: Diariyata
- 2008: Maayo men
- 2012: Aduna, met Bao Sissoko